# Newa Talai
Newa Talai là một thị trấn thống kê (census town) của quận Udaipur thuộc bang Rajasthan, Ấn Độ.

## Nhân khẩu
Theo điều tra dân số năm 2001 của Ấn Độ, Newa Talai có dân số 4669 người. Phái nam chiếm 53% tổng số dân và phái nữ chiếm 47%. Newa Talai có tỷ lệ 69% biết đọc biết viết, cao hơn tỷ lệ trung bình toàn quốc là 59,5%: tỷ lệ cho phái nam là 78%, và tỷ lệ cho phái nữ là 58%. Tại Newa Talai, 13% dân số nhỏ hơn 6 tuổi.